# Notre-Dame de la Clarté (sloop)
Pour les articles homonymes, voir Notre-Dame-de-la-Clarté.
Le Notre-Dame de la Clarté est un ancien sloop-mytilicole, construit en 1955 au chantier naval Durand de Marans.
Son immatriculation est IO 316045 (quartier maritime de Marennes). 
Le sloop mytilicole Notre-Dame de la Clarté fait l'objet d'un classement au titre des monuments historiques depuis le 10 septembre 2012.

## Histoire
C'est à la chapelle Notre-Dame-de-la-Clarté de Perros-Guirec que ce bateau doit ce nom. Il fait référence au patronage de cette chapelle qui sert d'amer près de Perros-Guirec. 
Ce sloop a un gréement aurique à tape-cul d'origine. Sa voilure primitive comportait 5 voiles (grand-voile, foc, trinquette, tape-cul et flèche à balestron pour une voilure de près de 66 m2. Il sera motorisé comme la plupart des flottilles de travail de l'époque.
Abandonné dans une vasière plus de dix ans il sera sauvé par des amoureux du patrimoine maritime de la baie de l'Aiguillon.
Il subit une grande restauration entre 2008 et 2011 au chantier naval Robert Léglise Patrimoine maritime oléronais au port du Château-d'Oléron. Il est remis à l'eau le 14 juillet 2011.
Il bénéficie d'une voilure moderne en polyester et d'un rajout de foc ballon de 26 m2.